# 유라이 야노시크

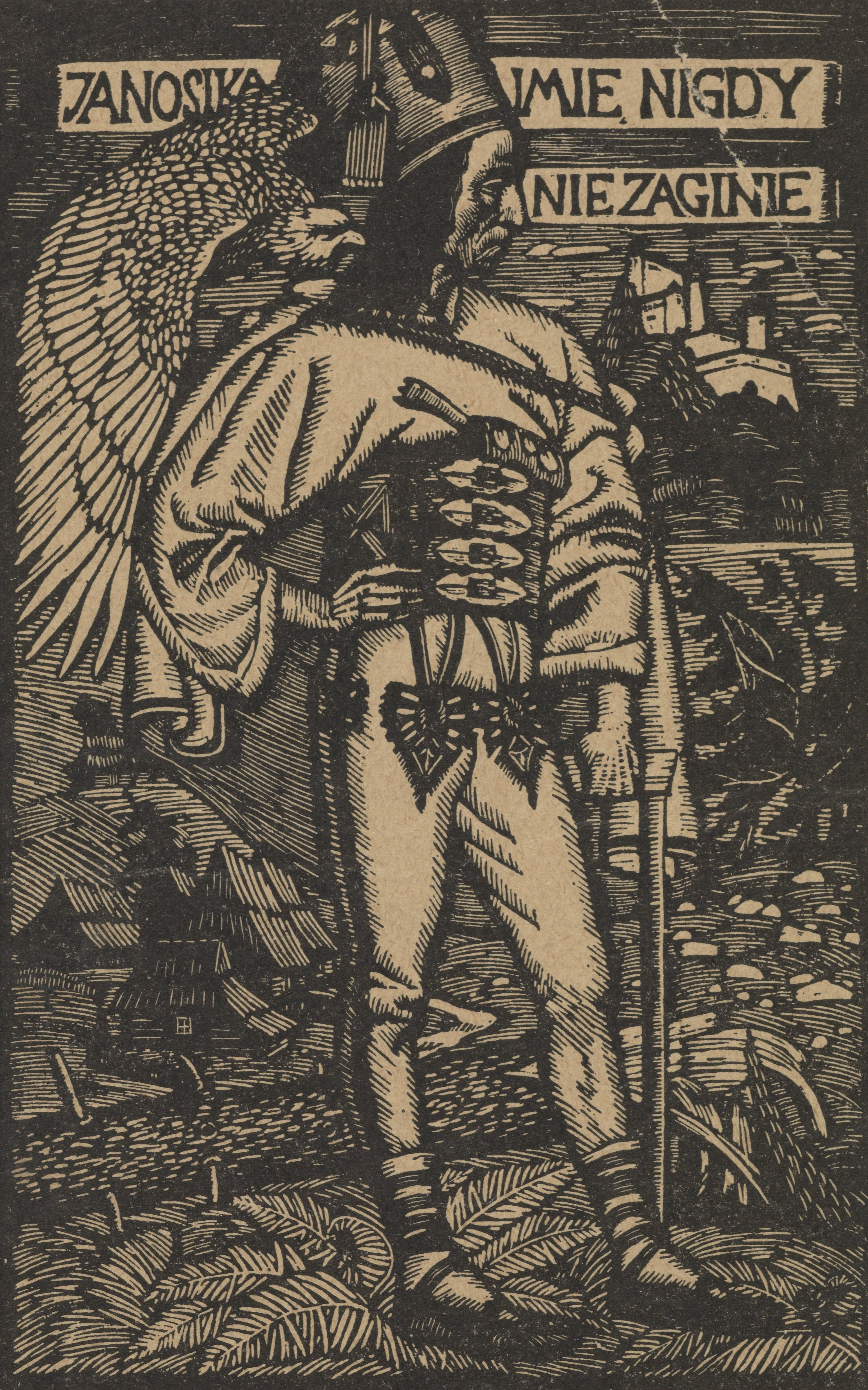
Janosik, 야노시크를 그린 목판화 by Władysław Skoczylas. 뒤에 새겨진 글은 "야노식의 이름은 결코 사라지지 않는다"

유라이 야노시크(슬로바키아어: Juraj Jánošík, 1688년 1월 25일 ~ 1713년 3월 17일)은 슬로바키아의 전설적인 의적으로, 슬로바키아의 여러 전설과 동화, 소설, 시에 등장하는 인물이다.
합스부르크가의 지배하에 있던 헝가리 왕국 시대에 등장한 인물이다. 테레호바 마을 출신으로, 영주의 재산을 훔쳐서 가난한 이웃에게 나누어 주었다. 그는 1713년 체포되어 모진 고문을 받은 후에 갈고리를 왼쪽 옆구리에 찔린채 매달리는 끔찍한 방법으로 처형당했다. 폴란드의 영화 감독 카시아 애더믹은 그의 생애를 《야노식(Janosik. Prawdziwa historia)》이라는 영화로 만들었다.

## 같이 보기
- 로빈 후드